# حصار العكر

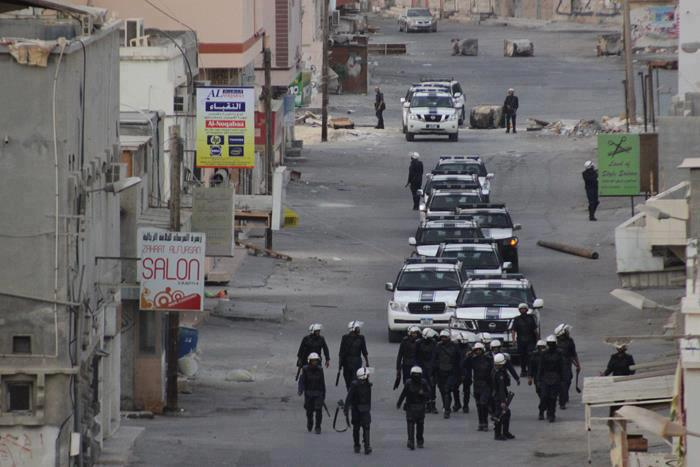
استنفار الشرطة

حصار العكر هو حصار أمني فرضته السلطات البحرينية على قرية العكر البحرينية منذ فجر يوم الجمعة 19 أكتوبر 2012م بعد مقتل شرطي باكستاني الجنسية في اشتباكات بين متظاهرين وشرطة، وقد انتشرت الشرطة ومدرعاتها وسيارات الدفع الرباعي داخل منطقة العكر وأُغلقت جميع مداخلها وفرض نقاط تفتيش وتمت مداهمة منازل واعتقال سبعة أشخاص، وقالت وزارة الداخلية أنهم مشتبه بهم في التفجير فيما قال نشطاء حقوق الإنسان أن المداهمات غير قانونية.
دعى إتلاف ثورة 14 فبراير في البحرين لمسيرة تنطلق للعكر لكسر الحصار عن المنطقة بينما اكتفت جمعية الوفاق الوطني الإسلامية وهي جميعة سياسية رسمية ببيانتدعوا فيه لإنقاذ المواطنين في قرية العكر بعد استباحتها من الأمن حسب تعبيرها ودعت إلى التحرك لإنقاذ مواطنين في البحرين يتعرضون لإرهاب منظم من قبل السلطة في منطقة «العكر» جنوب العاصمة البحرينية وذكر بيان الجمعية ان السلطات منعت المواطنين من الذهاب لأعمالهم أو الذهاب للمستشفيات وتم حضر سيارات التموين مثل المخابز والاغذية والمشروبات وحسب الوفاق فأن المداهمات شملت 40 منزل وبعضها تم تكسير محتوياتها وممارسة الانتهاكات بحق اهلها، يذكر ان مناطق أخرى في البحرين خرجت في مسيرات واحتجاجات واسعة في سترة، النبيه صالح، بوري، النويدرات، المعامير، المقشع، السنابس، ومناطق أخرى استنكاراَ لما يحصل في قرية العكر تصدت لها الشرطة